# Carlos Tévez
Carlos Alberto Tévez (született Carlos Alberto Martínez; Ciudadela, Buenos Aires, 1984. február 5. –) olimpiai bajnok argentin válogatott labdarúgó.

## Pályafutása

### 2007-es átigazolási monda
A West Ham sokakat meglepett, hogy sikerült megszerezni Carlitost és Javier Mascheranót is a Bocától. Olyan csapatok voltak versenyben érte, mint a Barcelona, Real Madrid, Inter és a Juventus.

### Manchester United
2007–2008-as szezonban jött a West Ham Unitedtől. Sokáig meghatározó tag volt, így lett bajnok és BL győztes. Majd Dimitar Berbatov érkezésével kiszorult a kezdőcsapatból és az év végén távozott a régi rivális Cityhez. A United-szurkolók nem fogadták jól, hogy az argentin éppen a kékeket választotta.

### Manchester City
Mark Quez igazolta le 2009-ben Tévezt, amely a rajongókból negatív visszhangot váltott ki. Az első nagy mérkőzését a United ellen játszotta, amely végül a United javára dőlt el 4:3-as eredménnyel. A 96. percben Michael Owen gólja döntötte el a meccs végeredményét.
A 2009–2010 szezonban Tévez 15 gólt szerzett.
Tevez aztán a Cityben is kegyvesztett lett, miután két sikeres évad után elvágyódott a csapattól, ahol nem érezte jól magát. A Bayern München elleni Bajnokok Ligája csoportmeccsen a City menedzsere, Roberto Mancini szerint nem volt hajlandó pályára lépni, ezért eltiltották a csapat edzéseiről a csatárt. Később újra lehetőséget kapott a csapatban és 107 bajnokin 58 gólt szerzett, mielőtt 2013-ban a Juventushoz szerződött.

### Juventus
2013. június 25-én Tévez az olasz bajnokságban szereplő Juventus játékosa lett. 3éves szerződést írt alá és 12 millióért (10 milliót kifizettek majd a további kettőt bónuszokban) fizettek érte a Manchester Citynek. Tévez a 10-es mezszámot kapta az új klubjánál, melyet előtte a nagy kedvenc Alessandro Del Piero viselt.

### Shanghai Shenhua
2016. december 29-én szerződtette a kínai Shanghai Shenhua csapata, ahol a világ legjobban kereső labdarúgójává vált heti 615 ezer fontos fizetésével.

### Válogatott góljai
A válogatottban Dél-Afrikában a kezdőcsapat tagja volt és olyan csatárokat sikerült kiszorítania Lionel Messivel, mint Kun Agüero, a friss BL győztes Diego Milito vagy Gonzalo Higuaín. Diego Maradona kapitánykodása alatt nagyon szerette Carlitos játékát, mert a Boca Juniorsban játszott, akárcsak Maradona.

## Magánélete
2016 karácsonyán megnősült, feleségül vette fia és két lánya édesanyját, Vanessa Mansillát, akivel azelőtt 19 évig alkottak egy párt.

## Sikerei, díjai

### Klub
- Boca Juniors:
  - Campeonato Brasileiro de Clubes da Série A: 2003 Apertura
  - Copa Libertadores: 2003
  - Copa Sudamericana: 2004
  - Interkontinentális kupa: 2003
- Corinthians:
  - Campeonato Brasileiro de Clubes da Série A: 2005
- Manchester United:
  - Premier League: 2007–08, 2009–10
  - Angol ligakupa: 2008–09
  - FA Community Shield: 2008
  - UEFA-bajnokok ligája: 2007–08
  - FIFA-klubvilágbajnokság: 2008
- Manchester City:
  - FA-kupa: 2011
  - Premier League: 2011–12
  - FA Community Shield: 2012
- Juventus:
  - Olasz szuperkupa: 2013
  - Olasz bajnok: 2013–14, 2014–15
  - Olasz kupa: 2015

### A válogatottban
- Argentína U20:
  - U20-as dél-amerikai labdarúgó-bajnokság: 2003
  - Olimpia: 2004